# محمد ریان
محمد ریان (۱۹۵۵ – ۱۹۸۶) معروف به شاهین آسمان یک خلبان جنگنده نیروی هوایی عراق در جنگ ایران و عراق بود. او در ۵ نبرد هوایی پیروز شده بود و موفق‌ترین خلبان میگ-۲۵ بود. در سال ۱۹۸۰، زمانی که ستوان بود و با جنگنده میگ-۲۱ پرواز می‌کرد در دو نبرد هوایی، دو نورثروپ اف-۵ متعلق به نیروی هوایی ایران را ساقط کرد. بیشتر پیروزی‌های او در مقابل مک‌دانل داگلاس اف-۴ فانتوم ۲ بود. در سال ۱۹۸۶ در حالی که به‌تازگی به درجهٔ سرهنگی ارتقا یافته و خلبان میگ-۲۵ شده بود، در یک نبرد هوایی با یک گرومن اف-۱۴ تام‌کت توسط خلبان تک‌خال نیروی هوایی ایران، جلیل زندی شکست خورد و کشته شد.